# Oliarus texana
Oliarus texana är en insektsart som beskrevs av Metcalf 1923. Oliarus texana ingår i släktet Oliarus och familjen kilstritar. Inga underarter finns listade i Catalogue of Life.